# Béton de ciment
Vous pouvez aider à l'améliorer ou bien discuter des problèmes sur sa page de discussion.
- Il ne cite pas suffisamment ses sources. Vous pouvez indiquer les passages à sourcer avec {{référence nécessaire}} ou {{Référence souhaitée}}, et inclure les références utiles en les liant aux notes de bas de page. (Marqué depuis avril 2013)
- Il relève du guide pratique, ce qui n'est pas de nature encyclopédique. Vous pouvez reformuler les passages concernés, ou remplacer ce bandeau par {{pour Wikibooks}}, {{pour Wikiversité}}, ou {{pour Wikivoyage}}, afin de demander le transfert vers un projet frère plus approprié. (Marqué depuis janvier 2023)

- Archive Wikiwix
- Bing
- Cairn
- DuckDuckGo
- E. Universalis
- Gallica
- Google
- G. Books
- G. News
- G. Scholar
- Persée
- Qwant
- (zh) Baidu
- (ru) Yandex
- (wd) trouver des œuvres sur Wikidata

« Béton » redirige ici.  Pour d'autres types de béton, voir Types de béton. Pour le roman, voir Béton (roman).
« Béton » redirige ici. Pour des paronymes, voir Beton et Betton (homonymie).

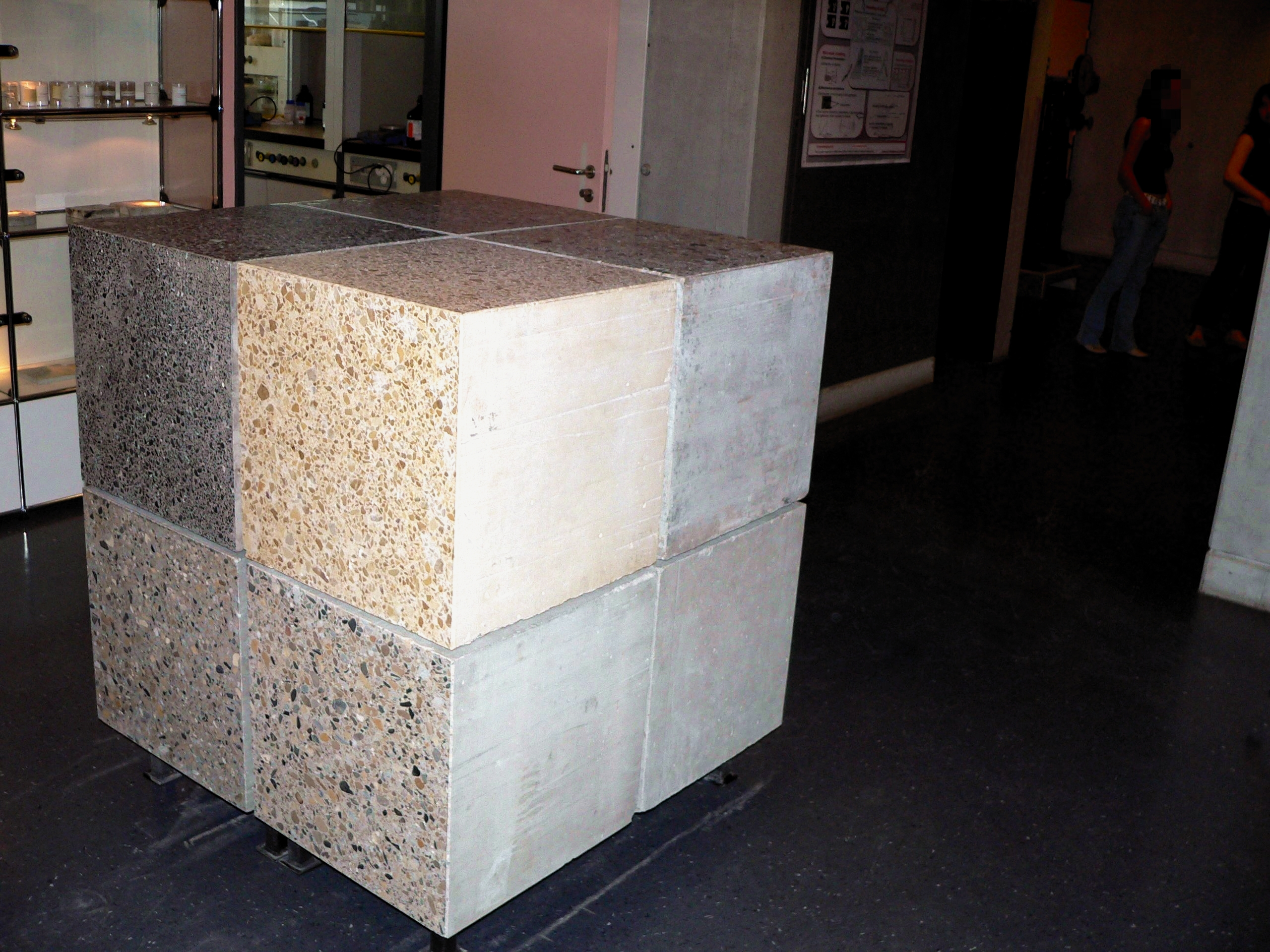
Un mètre cube de béton (représentant la production mondiale annuelle de béton par habitant).

Le béton de ciment, couramment appelé béton, est un matériau composite fait de granulats minéraux liés par un ciment hydraulique qui se durcit avec le temps.
Le béton de ciment est le matériau le plus fabriqué par l'Homme, principalement pour être utilisé dans la construction, où son utilisation au niveau mondial est le double de celle de l'acier, du bois, du plastique et de l'aluminium combinés.
D'autres types de béton existent, qui utilisent d'autres liants que le ciment (bitume, argile, …). Dans ces cas, on parle de pisé, de torchis, d'enrobé, etc.

## Histoire du béton de ciment
La fabrication et l'utilisation de béton trouve ses origines dans l'Antiquité, et se perfectionne avec les Romains qui font grand usage de leur opus caementicium grâce à la présence de pouzzolane, une roche permettant la fabrication de ciment, sur leur territoire. Ce n'est qu'à partir du xviiie siècle que l'usage du béton redevient importante. L'invention de nouvelles recettes de ciment par Louis Vicat en 1818 et du ciment Portland par Joseph Aspdin en 1824 permet la naissance de l'industrie de la fabrication de béton. Le xixe siècle voit le développement du béton moulé, de la pierre factice et du mortier armé, tandis que le béton armé apparaît avec les travaux de Joseph Monier. Au xxe siècle, les découvertes d'Eugène Freyssinet sur le béton pré-contraint, la standardisation et la préfabrication, notamment après la Seconde Guerre mondiale, ont largement favorisé l'essor industriel et architectural du béton jusqu’à aujourd’hui.

## Composition

### Ciment
Le ciment est un liant composé essentiellement de chaux, de silice, d'alumine et d'oxyde de fer combinés au silicate et aluminate de calcium. Il est préparé en chauffant de l'argile et du calcaire, ce qui produit du clinker qui est ensuite broyé et auquel on ajoute de la gypse, du laitier, des cendres volantes ou autres pouzzolanes, selon les recettes.
Le ciment durcit rapidement sous l'action de l'eau en un maillage très solide de nanocristaux de silicates de calcium hydratés et donne au béton son aspect compact.

### Granulats
Un granulat est composé d’un ensemble de grains minéraux qui, selon sa dimension, se situe dans une famille particulière. Les granulats sont donc triés selon leur granulométrie, c’est-à-dire selon leur diamètre, et peuvent donc appartenir, selon la norme NFP 18-101, à l’une des cinq familles suivantes :
- les fines avec un diamètre compris entre 0 et 0,08 mm ;
- les sables avec un diamètre compris entre 0 et 6,3 mm ;
- les gravillons avec un diamètre compris entre 2 et 31,5 mm ;
- les cailloux avec un diamètre compris en 20 et 80 mm ;
- les graves avec un diamètre compris en 6,3 et 80 mm.

Les granulats sont les principaux composants du béton (70 % en poids). Les performances mécaniques des granulats vont donc conditionner la résistance mécanique du béton et leurs caractéristiques géométriques et esthétiques, en particulier, l’aspect des parements des ouvrages. Le choix des caractéristiques des granulats (roulés ou concassés, teintes, dimensions) est déterminé par les contraintes mécaniques, physico-chimiques et esthétiques du projet à réaliser et de mise en œuvre du béton (critère de maniabilité, enrobage).

#### Différents types de granulats
Les granulats utilisés pour le béton sont d'origine naturelle ou bien artificiels. Leur taille variable déterminera l'utilisation du béton (par exemple : les gros granulats pour le gros œuvre). La résistance du béton augmente avec la variété des calibres mélangés.
Dans des régions de certains pays d'Asie du Sud-Est (Inde, Bangladesh…) particulièrement pauvres en roches, il est courant d'utiliser comme granulats des briques cuites, concassées et calibrées. Le concassage et le calibrage sont généralement effectués sur place.
Parmi les granulats naturels, les plus utilisés pour le béton proviennent de roches sédimentaires siliceuses ou calcaires, de roches métamorphiques telles que les quartzites, ou de roches éruptives telles que les basaltes, les granites, les porphyres.
Indépendamment de leur origine minéralogique, on classe les granulats en deux catégories qui doivent être conformes à la norme NF EN 12620 et la NF P 18-545 (Granulats - Éléments de définition, conformité et codification) :
1. Les granulats alluvionnaires, dits roulés, dont la forme a été acquise par l'érosion. Ces granulats sont lavés pour éliminer les particules argileuses, nuisibles à la résistance du béton et criblés pour obtenir différentes classes de dimension. Bien qu'on puisse trouver différentes roches selon la région d'origine, les granulats utilisés pour le béton sont le plus souvent siliceux, calcaires ou silico-calcaires ;
2. Les granulats de carrière sont obtenus par abattage et concassage, ce qui leur donne des formes angulaires. Une phase de pré-criblage est indispensable à l'obtention de granulats propres. Différentes phases de concassage aboutissent à l'obtention des classes granulaires souhaitées. Les granulats concassés présentent des caractéristiques qui dépendent d'un grand nombre de paramètres : origine de la roche, régularité du banc, degré de concassage… La sélection de ce type de granulats devra donc être faite avec soin et après accord sur un échantillon.

Les granulats allégés par expansion ou frittage, très utilisés dans de nombreux pays comme la Russie ou les États-Unis, n'ont pas eu en France le même développement, bien qu'ils aient des caractéristiques de résistance, d'isolation et de poids très intéressantes. Les plus usuels sont l'argile ou le schiste expansé (norme NF P 18-309) et le laitier expansé (NF P 18-307). D'une masse volumique variable entre 400 et 800 kg/m3 selon le type et la granularité, ils permettent de réaliser aussi bien des bétons de structure que des bétons présentant une bonne isolation thermique. Les gains de poids sont intéressants puisque les bétons réalisés ont une masse volumique comprise entre 1 200  et   2 000 kg/m3.
Les granulats très légers sont d'origine végétale et organique plutôt que minérale (bois, polystyrène expansé). Très légers — 20 à 100 kg/m3 — ils permettent de réaliser des bétons de masse volumique comprise entre 300 et 600 kg/m3. On voit donc leur intérêt pour les bétons d'isolation, mais également pour la réalisation d'éléments légers : blocs coffrants, blocs de remplissage, dalles ou rechargements sur planchers peu résistants. Les bétons cellulaires (bétons très légers) dont les masses volumiques sont inférieures à 500 kg/m3. Ils sont utilisés dans le bâtiment, pour répondre aux exigences d'isolation. Lors de sa réalisation, des produits moussants lui sont incorporées créant des porosités dans le béton. Les bétons de fibres, plus récents, correspondent à des usages très variés : dallages, éléments décoratifs, mobilier urbain.

#### Béton et recyclage
Le béton est un matériau qui permet le réemploi de certains déchets industriels ou domestiques :
- fumée de silice : résidus de filtration des fumées de fours à arc ;
- laitier de haut-fourneau : résidus de fabrication de la fonte et de l'acier servant à la fabrication de certains ciments ;
- sulfonates : composés chimiques issus de l'industrie papetière utilisés sous forme de plastifiant ;
- polyphénols : composés chimiques issus de l'industrie pétrolière utilisés sous forme de plastifiants ;
- farines animales : produit issus du traitement des carcasses animales utilisés par brûlage pour la fabrication du ciment ;
- cendres : utilisation des résidus de brûlage des centrales à charbons sous forme de filer.

Dans le secteur du bâtiment et des travaux publics (BTP), les gravats de béton provenant des chantiers de démolition/déconstruction sont théoriquement eux-mêmes recyclables. Les armatures envoyées à la ferraille sont refondues en four électrique, tandis que les granulats recyclés peuvent remplacer en partie les granulats naturels. En France (pour 2015), la production annuelle de déchets du BTP était d'environ 260 millions de t/an dont 20 millions de t/an de déchets de béton (dont 80 % finissent en fond de couche routière). Le projet Recybéton lancé en 2012 avec un soutien financier (5 millions d'euros pour 2012-2016) de l'Ademe, du ministère de l'Écologie et de l'ANR, parallèlement à Ecoreb (Eco-construction par le recyclage du béton) regroupe 47 partenaires souhaitant promouvoir le recyclage du béton (« y compris la fraction fine ») en granulats, via des études de caractérisations, l'amélioration des procédés de séparation mécaniques et optiques, la construction de plateformes de tri « au plus près des sites de production, tels les cimenteries ou les producteurs de granulats », une adaptation de la législation qui en 2014 via la norme NF EN 206-1/CN (publiée en décembre 2014) impose un maximum de 20 % de substitution de gravillons naturels par des gravillons recyclés dans du béton. Le projet Recybéton s’appuyait sur trois chantiers expérimentaux (un parking fait avec 100 % de béton recyclé, une passerelle ferroviaire faite avec 20 % de granulats recyclés et un bâtiment d'archive dont le béton contient 30 % de sable recyclé et de 50 % de gravillon recyclé). Une des conditions à respecter est de bien éliminer les restes de plâtre ou d'autres substances susceptibles d'affecter la qualité du futur béton. Les ouvrages en béton peuvent aussi être « écoconçus » de manière à faciliter le recyclage futur du béton et diminuer sa forte empreinte carbone. Selon le groupe Lafarge, la fabrication de ciment « représente quelques [sic] 5 % des émissions mondiales de CO2. 60 % proviennent du processus de « décarbonatation » et 40 % de la combustion de combustibles fossiles ».

#### Granulométrie

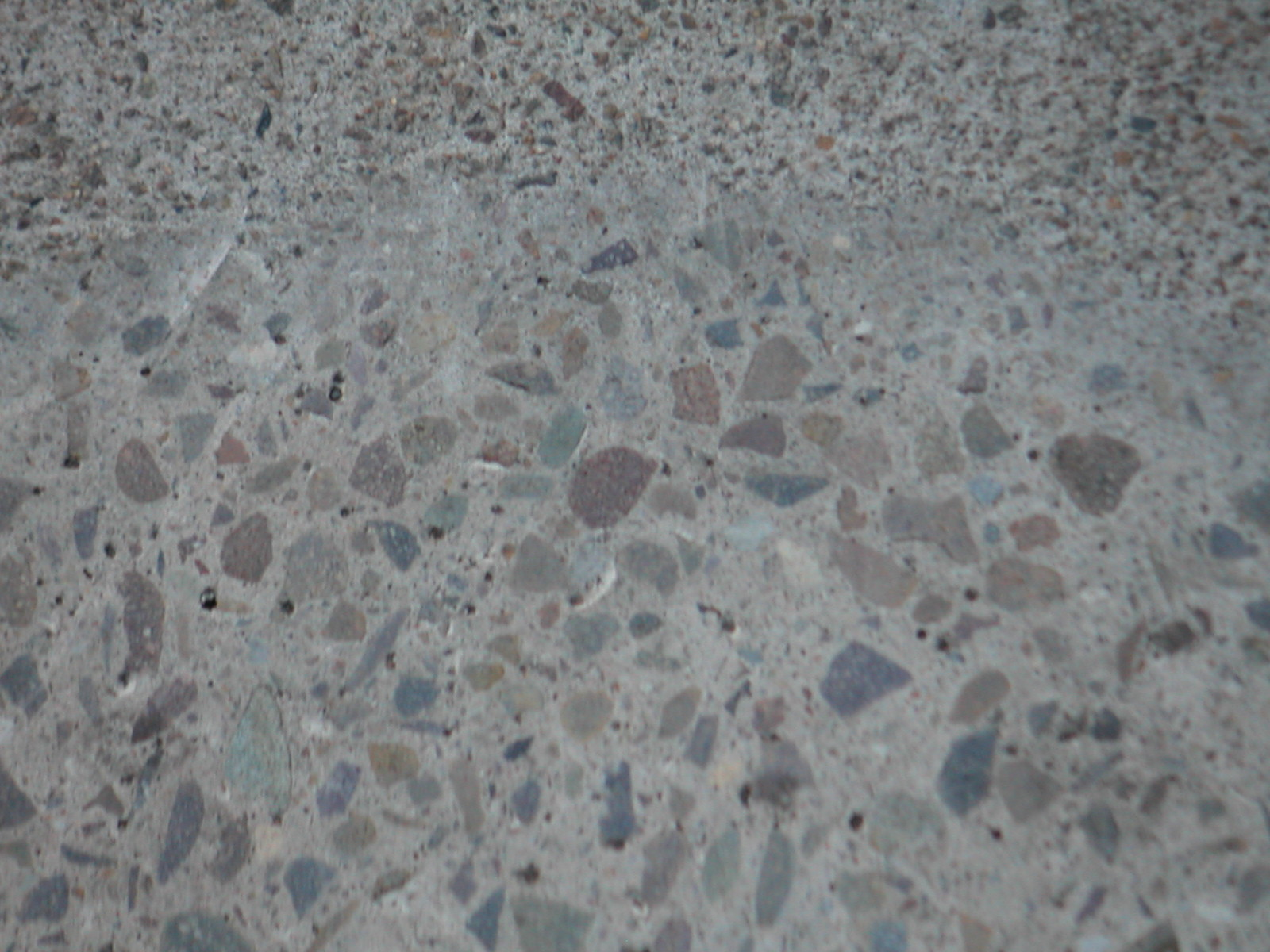
Béton.

Si un béton classique est constitué d'éléments de granulométrie décroissante, en commençant par les granulats (NF EN 12620 - spécification pour les granulats destinés à être incorporés dans les bétons), le spectre granulométrique se poursuit avec la poudre de ciment puis parfois avec un matériau de granulométrie encore plus fin comme une fumée de silice (récupérée au niveau des filtres électrostatiques dans l'industrie de l'acier). L'obtention d'un spectre granulométrique continu et étendu vers les faibles granulométries permet d'améliorer la compacité, donc les performances mécaniques. L'eau a un double rôle d'hydratation de la poudre de ciment et de facilitation de la mise en œuvre (ouvrabilité). Un béton contient donc une part importante d'eau libre, ce qui conduit à une utilisation non optimale de la poudre de ciment. En ajoutant un plastifiant (appelé aussi réducteur d'eau), la quantité d'eau utilisée décroît et les performances mécaniques du matériau sont améliorées (BHP : béton hautes performances).
Les résistances mécaniques en compression obtenues classiquement sur éprouvettes cylindriques normalisées, sont de l'ordre de :
- BFC : bétonnage fabriqué sur chantier : 25 à 35 MPa (méga Pascal), peut parfois atteindre 50 MPa ;
- BPE : béton prêt à l'emploi, bétonnage soigné en usine (préfabrication) : 16 à 60 MPa ;
- BHP : béton hautes performances : jusqu'à 80 MPa ;
- BUHP : béton ultra hautes performances, en laboratoire : 120 MPa.
- BFUHP : béton fibré à ultra hautes performances : supérieur à 150 MPa.

La résistance en traction est moindre avec des valeurs de l'ordre 2,1 à 2,7 MPa pour un béton de type BFC. La conductivité thermique couramment utilisée est de 1,75 W·m−1·K−1, à mi-chemin entre les matériaux métalliques et le bois.

### Adjuvants
Un adjuvant est un produit incorporé au moment du malaxage du béton, à une dose inférieure ou égale à 5 % en masse de la teneur en ciment du béton pour modifier les propriétés du mélange à l’état frais et/ou durci.
En avril 1998, l’Association Française de Normalisation (AFNOR) publie la norme NF EN 934-2 qui définit les catégories générales propres aux adjuvants. Ces catégories sont au nombre de 3 selon leurs caractéristiques générales :
- la prise et le durcissement (accélérateurs de prise, accélérateurs de durcissement, retardateurs de prise) ;
- l’ouvrabilité (plastifiants, superplastifiants) ;
- certaines propriétés particulières (entraineurs d’air, générateurs de gaz, hydrofuges de masse).

L’ajout d’un adjuvant dépend donc des caractéristiques que l’on souhaite obtenir dans le béton utilisé.
La réaction chimique qui permet au béton de ciment de « faire prise » est assez lente : au bout de sept jours, la résistance mécanique à la compression atteint à peine 75 % de la résistance finale. La vitesse de durcissement du béton peut cependant être affectée par la nature du ciment utilisé, par la température du matériau lors de son durcissement, par la quantité d'eau utilisée, par la finesse de la mouture du ciment, ou par la présence de déchets organiques. La valeur prise comme référence dans les calculs de résistance est celle obtenue à 28 jours, équivalent à 80 % de la résistance finale. Également, en présence d'eau, la résistance continuera d'augmenter, très légèrement même après 28 jours.
Il est possible de modifier la vitesse de prise en incorporant au béton frais des adjuvants ou des additifs, ou en utilisant un ciment prompt ou à prise rapide. D'autres types d'adjuvants permettent de modifier certaines propriétés physico-chimiques des bétons. Par exemple, la fluidité du béton peut être augmentée pour faciliter sa mise en œuvre en utilisant des « plastifiants », le rendre hydrofuge par l'adjonction d'un liquide hydrofuge ou d'une résine polymère, ou maîtriser la quantité d'air incluse avec un « entraîneur d'air ». Différents modèles (théorie de la percolation, modèle des empilements granulaires pour les bétons de haute performance) permettent d'expliquer les réactions physiques et chimiques de la « prise ».
La résistance elle-même du béton pourra être améliorée par l'usage d'adjuvant de type super plastifiant qui par amélioration de l'ouvrabilité du béton permet de réduire la quantité d'eau de gâchage et donc la porosité résultante et par défloculation du ciment améliore la réaction de prise. L'usage de produits de type fumée de silice remplissant une double fonction de filer et de liant permet également d'augmenter la compacité et la résistance.

### Eau de gâchage

#### Composition de l'eau
L'eau de gâchage doit être suffisamment pure afin d'éviter des réactions chimiques néfastes pour le béton lui-même (réactions induisant un gonflement interne) ou pour les armatures (corrosion et expansion des oxydes de fer faisant sauter le béton enrobant les armatures). Les concentrations en anions sulfates (SO42-) et en anions chlorures (Cl–) doivent être limitées afin de respecter les prescriptions imposées par les normes en la matière.
L'eau ne doit pas non plus être riche en matières organiques dissoutes. En règle générale, de l'eau potable suffit à la fabrication du béton. L'usage d'eau salée comme l'eau de mer, est proscrit pour prévenir une corrosion accélérée des armatures d'acier (corrosion par piqûres qui sectionne les barres).

### Importance du rapport eau/ciment
Le rapport eau/ciment est le facteur principal déterminant la résistance mécanique et la durabilité du béton. Les dosages de l'eau et du ciment sont deux facteurs importants. En effet, l'ouvrabilité et la résistance sont grandement affectés par ces deux paramètres. Plus le rapport eau/ciment est grand, plus l'ouvrabilité sera grande. En effet, plus il y a d'eau, plus le béton aura tendance à remplir aisément les formes de coffrages complexes. Le rapport des masses E/C « moyen » est souvent fixé à 0,55 car le béton obtenu dispose d'une bonne ouvrabilité à l'état frais, tout en acquérant une assez bonne résistance à l'état durci.
L'eau ajoutée en excès pour améliorer l'ouvrabilité du béton ne réagit pas avec les minéraux du ciment (les 4 phases minérales du clinker) et finit par s'évaporer, ce qui laisse dans le béton des pores vides. L'augmentation de la porosité qui en résulte diminue la résistance du béton à la compression et augmente sa conductivité hydraulique et les coefficients de diffusion effectif des gaz et de substances dissoutes dans l'eau interstitielle du béton durci. Le transport des gaz réactifs (c.-à-d., CO2 et O2) au sein du béton s'en trouve facilité. Le béton se carbonate plus rapidement tandis que les armatures rouillent plus vite (baisse du pH, dépassivation de la surface de l'acier et apport accru d'O2). De même des espèces dissoutes agressives pour le béton comme les sulfates ou pour les armatures (chlorures) pénètrent plus facilement et plus profondément dans le béton y causant de dommages chimiques (attaques sulfatiques internes et externes) et corrodant les armatures (notamment la dangereuse corrosion par piqûres).
En règle générale, la valeur du rapport eau/ciment doit être la plus basse possible afin d'augmenter la résistance mécanique du béton durci. Donc, il est interdit de rajouter de l'eau quand le béton perd de son ouvrabilité avec le temps nécessaire à sa mise en oeuvre ou en cas de retard de livraison sur un chantier de béton prêt à l'emploi.
L'eau d'hydratation réagissant chimiquement avec les minéraux du clinker représente environ 25 % de la masse de ciment, tandis que l'eau physiquement adsorbée sur la phase solide est de 15 %. Cela correspond à un rapport eau/ciment de l'ordre de 0,40. L'utilisation de plastifiants ou de superplastifiants permet encore de diminuer le rapport eau/ciment, en augmentant l'ouvrabilité du béton sans nuire à sa résistance mécanique.
Le rapport eau/ciment ne doit pas excéder la valeur de 0,60 sous peine d'avoir une "soupe" liquide qui donnera un béton durci très poreux et donc aux propriétés de résistance mécanique médiocre.
Le phénomène de ressuage est dû à un rapport eau/ciment trop élevé. Il se manifeste par l'apparition d'une flaque au-dessus du béton frais. Après évaporation de l'eau, la surface de la dalle de béton est poussiéreuse. Au niveau des granulats, on observe la présence d'eau à l'interface entre les granulats et la pâte de ciment durci. La résistance en est réduite, car l'eau s'évapore et laisse des vides entre le granulat et la pâte de ciment qui l'entoure.

## Formulation
Le choix des proportions de chacun des constituants d'un béton afin d'obtenir les propriétés mécaniques et de mise en œuvre souhaitées s'appelle la formulation. Plusieurs méthodes de formulations existent, dont notamment :
- la méthode Baron ;
- la méthode Bolomey ;
- la méthode de Féret ;
- la méthode de Faury ;
- la méthode Dreux-Gorisse[réf. nécessaire].

La formulation d'un béton doit intégrer avant tout les exigences de la norme NF EN 206/CN, laquelle, en fonction de l'environnement dans lequel sera mis en place le béton, sera plus ou moins contraignante vis-à-vis de la quantité minimale de ciment à insérer dans la formule ainsi que la quantité d'eau maximum tolérée dans la formule. De même, à chaque environnement donné, une résistance garantie à 28 jours sur éprouvettes sera exigée aux producteurs, pouvant justifier des dosages de ciment plus ou moins supérieurs à la recommandation de la norme, et basée sur l'expérience propre à chaque entreprise, laquelle étant dépendante de ses matières premières dont la masse volumique peut varier, notamment celle des granulats. D'autres exigences de la norme NF EN 206/CN imposent l'emploi de ciments particuliers en raison de milieux plus ou moins agressifs, ainsi que l'addition d'adjuvants conférant des propriétés différentes à la pâte de ciment que ce soit le délai de mise en œuvre, la plasticité, la quantité d'air occlus, etc.

## Classification
Le béton utilisé dans le bâtiment, ainsi que dans les travaux publics comprend plusieurs catégories. En général le béton peut être classé en trois groupes (norme NF EN 206/CN articles 3.1.4.1 à 3.1.4.3), selon sa masse volumique ρ :
- béton léger : ρ entre 800 et 2 000 kg/m3 ;
- béton normal : ρ entre 2 000 et 2 600 kg/m3 ;
- béton lourd : ρ > 2 600 kg/m3 ;

Les bétons courants peuvent aussi être classés en fonction de la nature de leurs liants :
- béton de ciment ;
- béton asphalte.

Lorsque des fibres (métalliques, synthétiques ou minérales) sont ajoutées, on distingue : les bétons renforcés de fibre (BRF) qui sont des bétons « classiques » qui contiennent des macrofibres (diamètre ~1 mm) dans proportion volumique allant de 0,5 % à 2 % ; et les bétons fibrés à ultra hautes performances (BFUHP). Ce sont des bétons (BUHP) qui contiennent des microfibres (diamètre > 50 µm), ou un mélange de macrofibres et de microfibres. Utilisés depuis le milieu des années 1990 dans le génie civil et parfois la réhabilitation d'ouvrages anciens, en milieu littoral notamment.
Le béton peut varier en fonction de la nature des granulats, des adjuvants, des colorants, des traitements de surface et peut ainsi s’adapter aux exigences de chaque réalisation, par ses performances et par son aspect.
- Les bétons courants sont les plus utilisés, aussi bien dans le bâtiment qu'en travaux publics. Ils présentent une masse volumique de 2 300 kg/m3 environ. Ils peuvent être armés ou non, et lorsqu'ils sont très sollicités en flexion, être précontraints.
- Les bétons lourds, dont les masses volumiques peuvent atteindre 6 000 kg/m3 sont utilisés dans le domaine du nucléaire pour réaliser les blindages des protections biologiques contre les rayons gamma de haute énergie et très pénétrants.
- Les bétons de granulats légers, dont la résistance peut être élevée, sont employés dans le bâtiment, pour les plates-formes offshore ou les ponts.

## Détermination de la composition
Il n’existe pas de méthode de composition du béton qui soit universellement reconnue comme étant la meilleure. La composition du béton est toujours le résultat d’un compromis entre diverses exigences souvent contradictoires. De nombreuses méthodes de composition du béton plus ou moins compliquées et ingénieuses ont été élaborées. Une étude de composition de béton doit toujours être contrôlée expérimentalement ; une étude effectuée en laboratoire doit généralement être adaptée ultérieurement aux conditions réelles du chantier.
Une méthode de composition du béton pourra être considérée comme satisfaisante si elle permet de réaliser un béton répondant aux exigences suivantes : Le béton doit présenter, après durcissement, une certaine résistance à la compression. Le béton frais doit pouvoir facilement être mis en œuvre avec les moyens et méthodes utilisés sur le chantier. Le béton doit présenter un faible retrait (source de fissurations internes et externes : phénomène de « faïençage ») et un fluage peu important. Le coût du béton doit rester le plus bas possible. Dans le passé, pour la composition du béton, on prescrivait des proportions théoriques de ciment, d’agrégat fin et d’agrégat grossier. Mais l’élaboration des ciments ayant fait des progrès considérables, de nombreux chercheurs ont exprimé des formules en rapport avec les qualités recherchées :
- minimum de vides internes, déterminant une résistance élevée ;
- bonne étanchéité améliorant la durabilité ;
- résistance chimique ;
- résistance aux agents extérieurs tels que le gel, l’abrasion, la dessiccation.

Sur les petits chantiers, où le béton est fabriqué artisanalement, le dosage « standard » est de 350 kg de ciment par m³ de béton. La composition de 1 m3 de béton « standard » est donc de :
- 350 kg de ciment ;
- 680 kg de sable (granulométrie de 1 à 5 mm) ;
- 1 175 kg de gravier (granulométrie de 6 à 15 mm).

soit des proportions proches de 1-2-3, c'est-à-dire deux volumes de sable (350 × 2 kg) et trois volumes de graviers (350 × 3 kg) pour un volume de ciment. C'est la fameuse règle du 1-2-3 qui va de la granulométrie la plus fine (le ciment) à la plus grosse (le gravier).
Quand c'est un « paveur », (mélange déjà fait de sable et de gravier), qui est utilisé, la formule 1,2,3 devient alors une pelle de ciment pour 5 pelles de paveur. La quantité d’eau de gâchage varie trop souvent au gré du savoir-faire du maçon, la nature de ciment, l’humidité du granulat passant après la consistance du béton à obtenir. Le béton peut varier en fonction de la nature des granulats, des adjuvants, des colorants, des traitements de surface, et peut ainsi s’adapter aux exigences de chaque réalisation, par ses performances et par son aspect. La composition d’un béton et le dosage de ses constituants sont fortement influencés par l’emploi auquel est destiné le béton et par les moyens de mise en œuvre utilisés.

### Essai de gâchage
Béton frais : mesure Δ (contrôle des dosages effectifs) mesure plasticité (contrôle de la consistance) mesure teneur en air (contrôle des vides). Fabrication éprouvette (contrôle de β moyen). Béton durci : mesure Δ, mesure β cube, évolution scléromètre, évolution essai gel, perméabilité, essais spéciaux…

### Correction des dosages ou de la formulation
En fonction des observations, des mesures faites lors de l’essai de gâchage et des résistances mécaniques obtenues, il sera nécessaire d’effectuer des corrections.
1. Consistance : lors de l’essai de gâchage, il est recommandé de ne pas ajouter tout de suite la quantité d’eau totale E prévue, mais d’ajouter seulement 95 % de E, de mesurer la consistance, puis d’ajouter de l’eau jusqu’à obtention de la consistance prescrite.
2. Dosage en ciment : si le dosage en ciment effectivement réalisé est incorrect, on devra le corriger. S’il faut rajouter (ou enlever) un poids ΔC de ciment pour obtenir le dosage désiré, on devra enlever (ou rajouter) un volume absolu équivalent de sable, soit un poids ΔC égal. Si ΔC est important, il faudra aussi corriger la quantité d’eau.
3. Résistances mécaniques : si les résistances mécaniques sont insuffisantes, il faudra avoir recours à l’une ou à plusieurs des possibilités suivantes :
  - augmenter le dosage en ciment (au-delà de 400 kg/m3, une augmentation de dosage en ciment n’a plus qu’une très faible influence sur l’accroissement de résistance) ;
  - diminuer le dosage en eau sans changer la granulométrie des granulats ;
  - réduire la quantité d’eau et corriger la granulométrie des granulats ;
  - utiliser un autre type de granulats ;
  - utiliser un adjuvant et réduire la quantité d’eau ;
  - utiliser un ciment à durcissement plus rapide.

Il faut dans tous les cas veiller à ce que la consistance du béton permette une mise en œuvre correcte.

## Utilisations du béton de ciment

### Bloc de béton aggloméré
Le bloc de béton aggloméré a été inventé par François Coignet. Sa première utilisation a été faite pour la maison de François Coignet en 1853. L'église Sainte-Marguerite du Vésinet, réalisée en 1855 par l'architecte Louis-Auguste Boileau suivant le procédé Coignet de construction de béton aggloméré imitant la pierre, fut le premier bâtiment public non industriel réalisé en béton en France. Cette église fut très critiquée lors de sa réalisation en raison de sa morphologie mais aussi du procédé Coignet qui a provoqué très rapidement des marbrures noires sur les murs (en raison de présence de mâchefer dans le béton). C'est un matériau imitant la pierre.

### Béton armé

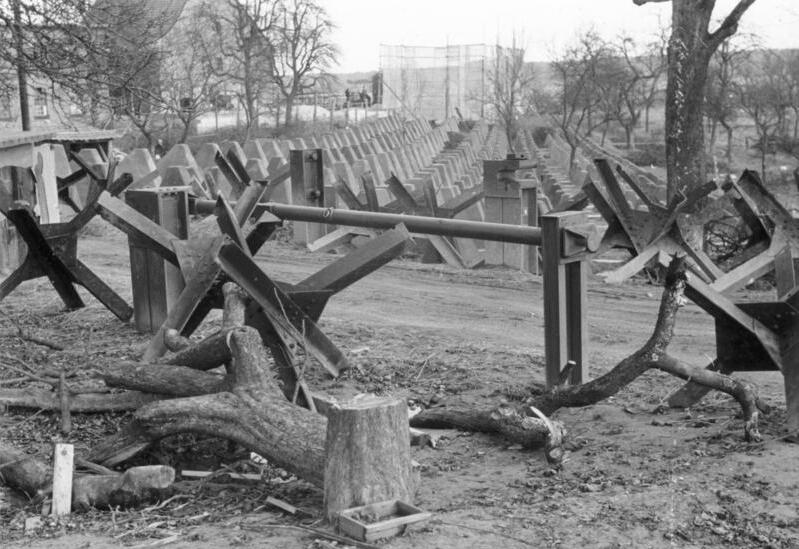
Le béton armé a été utilisé dès la Seconde Guerre mondiale pour la réalisation de dispositifs défensifs tels que bunkers ou lignes antichars (ici des hérissons tchèques de la ligne Siegfried).

Le ciment armé a été inventé par Joseph Monier qui en a déposé les brevets dès 1870. On peut citer aussi les barques de Lambot (1848) en ciment armé de 5 à 6 cm d'épaisseur et dont deux exemplaires existent toujours. C'est ensuite en 1886 que François Hennebique va étudier et améliorer l'invention de Joseph Monier pour ensuite l'utiliser pour la construction en 1899 du premier pont civil en béton armé de France, le pont Camille-de-Hogues à Châtellerault.
De façon intrinsèque, le béton de ciment possède une bonne résistance à la compression, mais une faible résistance à la traction. Aussi est-il nécessaire, lorsqu'un ouvrage en béton est prévu pour subir des sollicitations en traction ou en flexion (par exemple un plancher, un pont, une poutre…), d'y incorporer des armatures en acier destinées à s'opposer aux efforts de traction et à les reprendre. Les armatures mises en œuvre peuvent être soit en acier doux (l'acier doux est généralement lisse, il n'est plus guère utilisé aujourd'hui en béton armé que dans la confection des boucles de manutention préscellées pour son aptitude aux pliages-dépliages successifs sans perte de résistance) soit en acier haute-adhérence (aciers HA anciennement dénommés TOR) dont les caractéristiques mécaniques sont de l'ordre du double de celles des aciers doux.

### Béton précontraint
Le béton possède des propriétés mécaniques intéressantes en compression alors que la résistance en traction est limitée (environ 1/10e de la résistance à la compression). Lorsque les sollicitations deviennent très importantes, l'alourdissement de la section de béton armé devient prohibitif (en général au-delà de 25 m de portée pour une poutre). C'est ainsi qu'il devient intéressant de créer une compression initiale suffisante pour que le béton reste entièrement comprimé sous les sollicitations ; ainsi toute la section du béton participe à la résistance : c'est le principe du béton « précontraint ».
Le béton « précontraint » est une technique mise au point par Eugène Freyssinet en 1928 et testée sur des poteaux préfabriqués destinés au support de câbles électriques. Ultérieurement, le champ d'application du béton précontraint s'est considérablement élargi. Le béton précontraint convient aussi bien à des petites dalles préfabriquées qu'à des ouvrages de très grandes portées (100 mètres ou plus). Lorsque le béton précontraint subit des sollicitations de signe opposé à la précontrainte, le béton se décomprime ; les variations de tension dans les armatures sont quasiment négligeables compte tenu de la forte inertie de la section de béton rapportée à celles des aciers. En pratique, les règlements modernes (BPEL, Eurocodes) autorisent de légères décompressions du béton sensiblement dans la limite de sa résistance en traction. Ceci pose problème dans certains domaines comme celui des enceintes primaires en béton précontraint des réacteurs nucléaires par exemple, où des déformations différées anormales du béton ont été constatées à partir des années 1980-1990 ; anomalies « que les modèles de calcul réglementaires ne prenaient pas en compte d'une façon satisfaisante » ont été constatées. Ces anomalies ont, en France, justifié une vaste étude sur ces bétons par EDF, avec des modélisations du « comportement réel en fluage des enceintes déjà construites ».
Les aciers utilisés pour la mise en compression du béton sont des câbles (à torons) ou des barres de très haute résistance à la rupture. Selon que cette tension appliquée aux armatures est effectuée avant la prise complète du béton ou postérieurement à celle-ci, on distingue la précontrainte par « pré-tension » et la précontrainte par « post-tension ».
- Dans la « pré-tension », le plus souvent utilisée en préfabrication, les armatures (souvent des câbles) sont mises en tension avant la prise du béton. Elles sont ensuite relâchées, mettant ainsi le béton en compression par simple effet d'adhérence, le diamètre des câbles augmentant légèrement lorsque la tension appliquée est relâchée (cfr. coefficient de Poisson). Elle est très souvent réalisée en usine, avec des machines spécifiques. Les prédalles ou les poutrelles préfabriquées sont réalisées avec cette technique. Elle ne permet pas d'atteindre des valeurs de précontrainte aussi élevées qu'en post-tension.
- La « post-tension » consiste à disposer les câbles de précontrainte dans des gaines incorporées au béton. Après la prise du béton, les câbles sont tendus au moyen de vérins de manière à comprimer l'ouvrage au repos. Cette technique, relativement complexe, est généralement réservée aux grands ouvrages (ponts) puisqu'elle nécessite la mise en œuvre d'encombrantes « pièces d'about » (dispositifs mis en place de part et d'autre de l'ouvrage et permettant la mise en tension des câbles).

L'équilibre des efforts est obtenu par un tracé judicieux des câbles de précontrainte sur l'ensemble de la poutre ou de l'élément concerné de telle sorte que les sections de béton restent (quasiment) entièrement comprimées sous l'effet des différentes actions. Par exemple, au milieu d'une poutre isostatique, à vide, la précontrainte sera conçue de telle sorte que la contrainte du béton soit maximale en fibre inférieure et minimale en fibre supérieure (dans ces conditions, une contre-flèche peut apparaître à vide). Une fois la poutre soumise à sa charge maximale, la précontrainte en fibre inférieure sera presque annulée par la tension de charge, alors que dans la partie supérieure la compression sera largement plus importante que dans une poutre en béton armé classique.

### Autres techniques de renforcement
On peut améliorer la résistance mécanique (post-fissuration) du béton de différentes manières, notamment en y incorporant des fibres (0,5 à 2 % en volume). L'incorporation de celles-ci dans le béton rend ce dernier davantage ductile (moins fragile). Différents types de fibre (métalliques, en polypropylène, en verre…) peuvent être utilisés avec des propriétés spécifiques. C'est surtout le rapport entre la longueur et le diamètre des fibres (élancement) qui aura une influence sur les performances finales du béton fibré. On obtient ainsi un « béton fibré », souvent mis en œuvre par projection (tunnels) ou couramment utilisé pour les dallages industriels par exemple.
Pour les applications architecturales ou quand la corrosion des armatures est potentiellement dangereuse, les ciments à renfort fibre de verre, dits « CCV » (composites ciment-verre), sont utilisés depuis la fin des années 1970. Ils allient une matrice riche en ciment et des fibres de verre alcali résistantes (3 à 6 % en masse totale du mélange humide) et peuvent être préfabriqués en produits minces, donc légers,.
Avantages et inconvénients du béton armé de fibres
Fibres métalliques :
+ : La ductilité, augmentant la résistance aux chocs et à la fatigue, diminution des fissures de retrait.
- : Demande plus de granulats fins et donc plus d’eau de gâchage (sauf en cas d'usage d'un super-plastifiant), les fibres qui apparaissent en surface peuvent rouiller ou endommager les pneus, utilisation proscrite pour des béton apparents (fibres visibles).
Fibres synthétiques :
+ : Diminution des fissures de retrait, diminution du retrait plastique, diminution de la ségrégation.
- : Diminution de la plasticité du mélange (idem que pour fibres métalliques), utilisation proscrite pour des béton apparents (fibres visibles).

### Autres utilisations
L’invention du premier « bateau-ciment » par le Français Joseph Lambot remonte à 1848. Dans les années 1970, aux États-Unis, a lieu la première compétition de canoës en béton. Depuis, près de 200 universités américaines participent chaque année à l’événement, et ce type de compétition s’est exporté dans de nombreux pays tels que la France depuis 2000, le Canada, l’Allemagne, le Japon ou encore l’Afrique du Sud.
Caractéristiques d’un béton colloïdal
Le béton colloïdal a été conçu pour être déversé sous eau avec des procédés conventionnels. Les particules de ciment adhérent fortement aux granulats: on dit que ce béton « colle ». Le béton colloïdal frais a une plasticité différente de celle d’un béton ordinaire : il ne se désagrège pas et n’est pas délavé lors de sa mise en place sous eau.

## Pratique industrielle

### Fabrication
Le béton peut être confectionné dans une bétonnière mobile (électrique ou thermique) pour les petites quantités. Mais il est aussi fabriqué dans des centrales à béton ou dans des usines de préfabrication qui utilisent directement le matériau produit en fabriquant des éléments en béton. Si nous sommes en présence d’un chantier qui demande de grandes quantités, une centrale mobile est parfois installée directement sur le chantier; ce qui permet d’augmenter le débit de livraison au chantier. De plus, cela nécessite moins de camions malaxeurs (couramment appelés camions-toupie) pour le transport du béton étant donné que la distance parcourue est plus courte. Cependant, elle nécessite une grue sur le chantier.
Il existe deux types de méthodes pour fabriquer le béton prêt à l'emploi (BPE) : (Dry-Batch) et le (Pré-Mix). Le Dry-batch consiste à mélanger les agrégats et adjuvants chargés par convoyeurs directement dans le camion-toupie. Cette méthode nécessite que la bétonnière malaxe pendant 5 minutes. Le Pré-Mix consiste à mélanger les agrégats et adjuvants dans un malaxeur dans l’usine pour ensuite le déverser dans le camion-toupie qui est prête à faire sa livraison. Attention, il faut livrer le béton sur le chantier avant qu'il n'ait commencé à prendre.
Caractéristiques du béton léger.
Masse volumique < à 2 000 kg/m3 ; Granulats à structure poreuse ; Résistance au feu ; Faible coefficient de dilatation thermique (par rapport au béton normal) ; Module d’élasticité plus faible (par rapport au béton normal)

### Acheminement

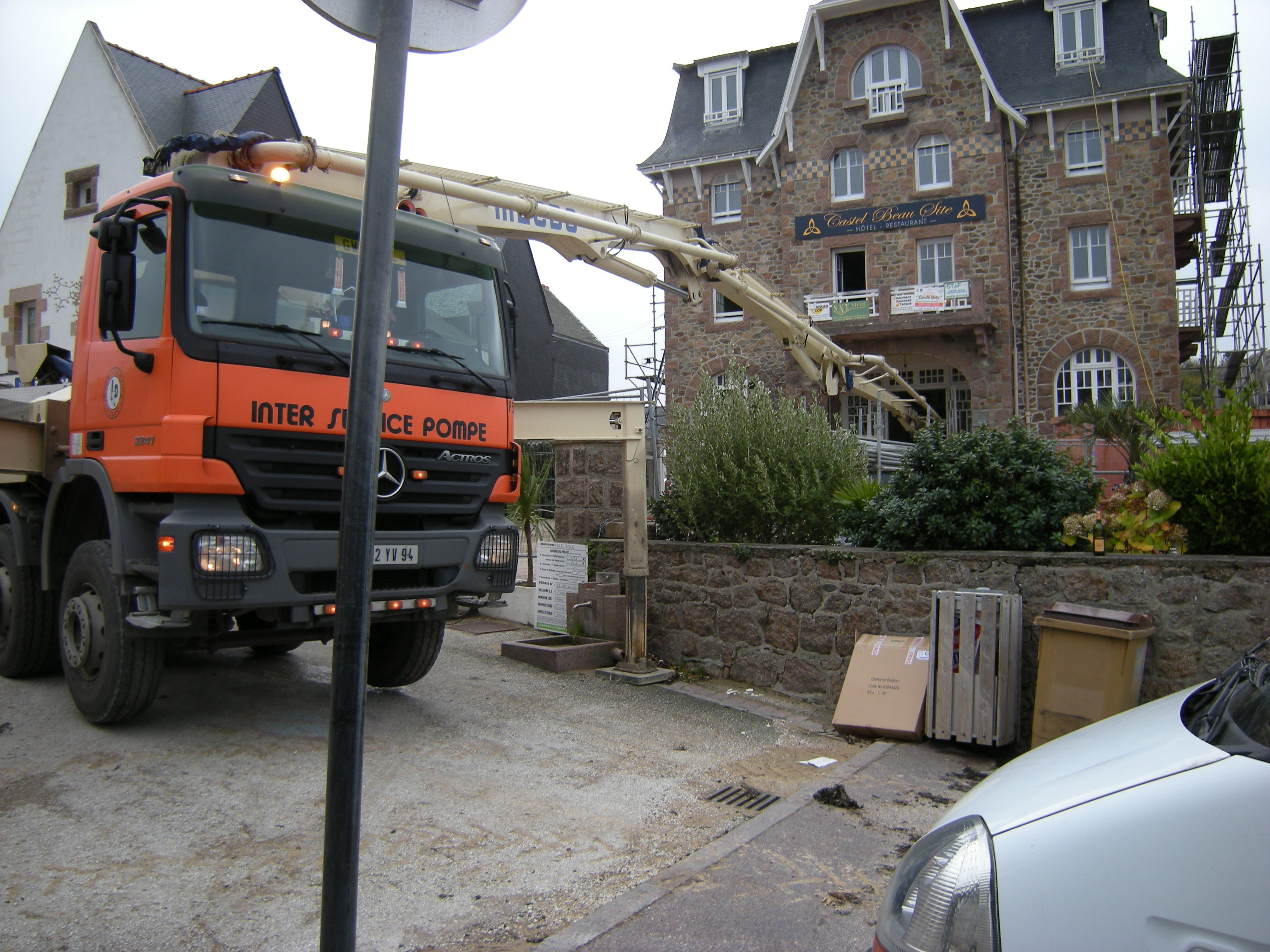
Camion-pompe à béton en action lors de travaux de rénovation d’un hôtel de Ploumanac’h, Perros-Guirec.

Le mode, la durée et les conditions de l’acheminement du béton sont des éléments déterminants dans sa formulation. Ils ont chacun une influence particulière sur sa manœuvrabilité et sa qualité. Le béton se transporte soit par des moyens manuels (seau, brouette…), soit, pour de grandes quantités, par des moyens mécaniques. Dans ce cas, il est généralement transporté depuis la centrale à béton par camions malaxeurs appelés « toupies » dont la capacité est de 4 m3 maximum pour un camion 4 x 2 ou 4 x 4, 6 m3 maximum pour un camion 6 x 4, 8 m3 maximum pour un camion 8 x 4, et 10 m3 pour un camion semi-remorque 2-essieux de 38 tonnes. Au Québec les capacités varient : 5 m3 pour un camion 10 roues, 7 à 8 m3 pour un camion 12 roues, 10 m3 pour un semi-remorque 2-essieux, et 13 m3 pour un semi-remorque 3-essieux. Une fois sur le chantier, il est transvasé soit dans des bennes à béton (350 litres à 3 m3 et à volant ou à manchette) qui sont levées à la grue pour être ensuite vidées dans le coffrage, soit dans une pompe à béton qui est accouplée à un mât de distribution du béton. Certaines toupies sont aussi équipées d’un tapis convoyeur (standard, télescopique, avec une goulotte rotative en bout de tapis), pouvant aller jusqu’à 17 m.
Le béton peut aussi être projeté à l’aide d’un compresseur pneumatique, cette technique est très utilisée pour réparer des ouvrages en béton. Le temps de prise du béton commence à partir du mélange et malaxage, à sa fabrication. Le transport entame donc ce temps et doit être le plus rapide possible pour préserver un maximum de manœuvrabilité du béton pendant sa mise en place. En général la durée moyenne pour le transport et la mise en œuvre du béton est de deux heures, au-delà de cette durée, les centrales à béton ne garantissent plus la qualité car le béton a déjà commencé à faire prise. La température lors du transport est aussi importante. La rapidité de prise du béton est fortement influencée par la température ambiante. Lors du malaxage il est ainsi possible d’utiliser de l’eau froide par très grosses chaleurs et de l’eau chaude par temps froid. Certain camions sont également calorifugés

### Mise en œuvre

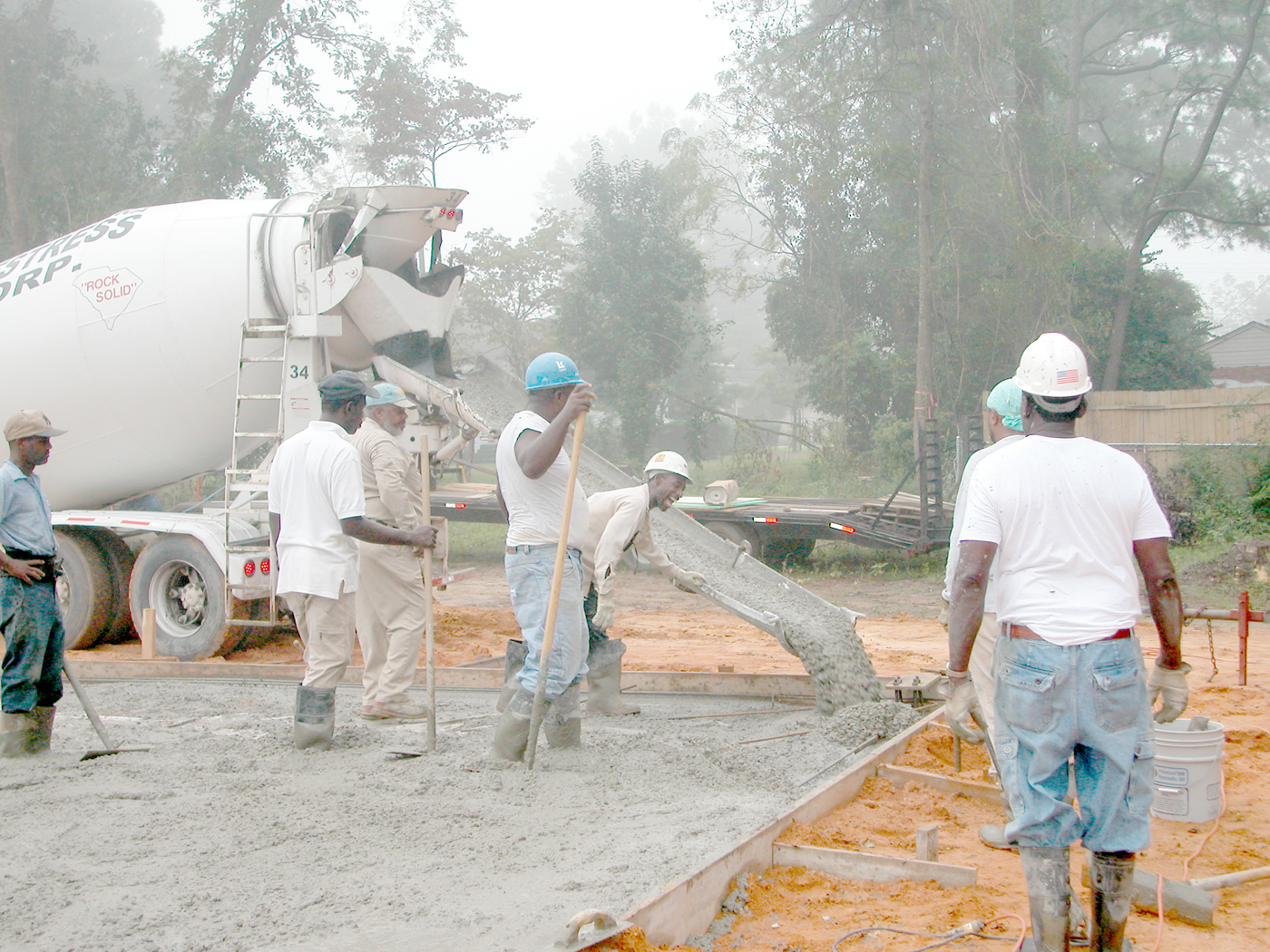
Coulage d’une dalle en béton.

Les propriétés rhéologiques du béton à l’état frais peuvent permettre de distinguer différents types de béton :
- béton vibré : nécessite une vibration (aiguille vibrante, banche vibrante…) pour une bonne mise en place dans le coffrage ; chasser les "vides" et resserrer le matériau autour des armatures ;
- béton compacté au rouleau (BCR) : béton très raide qui est mis en place à l’aide d’un rouleau compresseur (utilisé principalement pour les chaussées, les pistes d’atterrissage ou les barrages[14]) ;
- béton projeté : béton raide mis en place par projection sur une surface verticale ou en surplomb (il existe deux techniques : la projection par voie humide et la projection par voie sèche) ;
- béton tapissé : concerne tous les types de béton du plus sec au plus fluide qui est acheminé à l'aide d'un tapis convoyeur à béton ;
- béton pompé : béton fluide qui peut être acheminé sur plusieurs centaines de mètres à l’aide d’une pompe à béton ;
- béton auto-plaçant et béton auto-nivelant : bétons très fluides qui ne nécessitent pas de vibration, la compaction s’effectuant par le seul effet gravitaire.

De façon courante, le béton est coulé dans un coffrage (moule à béton). Pendant son malaxage, son transport et sa mise en œuvre, le béton est brassé et de l’air reste emprisonné en lui. Il faut donc enfoncer des aiguilles vibrantes dans le béton pour faire remonter ces bulles d’air en surface. La vibration a aussi pour effet de couler plus facilement le béton dans le coffrage, de répartir ses agrégats et son liant autour des armatures et sur les faces et les angles qui seront visibles, de le rendre homogène mécaniquement et esthétiquement. Le béton est coulé par couches d’environ 30 cm pour la simple raison qu’un vibreur courant fait 30 cm de haut. Lorsque l’on enfonce un vibreur dans le béton, il faut atteindre la couche inférieure pour la marier avec la dernière couche sans poches jointives. La cure du béton est importante au début de sa prise. Elle consiste à maintenir le béton dans un environnement propice à sa prise. Il faut éviter toute évaporation de l’eau contenue dans le béton (par temps chaud et/ou venteux), ce qui empêcherait la réaction chimique de prise de se faire et mettrait donc en cause la résistance du béton.
Il faut aussi éviter les chocs thermiques. La réaction exothermique du béton, éventuellement ajoutée à une forte chaleur ambiante fait que le béton pourrait « s'autocuire ». À l’inverse il faut protéger le béton du froid ambiant pour que la réaction chimique du béton s’amorce et qu’elle s’entretienne pendant un laps de temps minimum (jusqu’à 48 heures pour les bétons à prise lente). Dans le cas de grands froids, les coffrages sont isolés (laine de verre ou tentes chauffées) et doivent rester en place jusqu’à ce que le béton ait fait sa prise.
Propriétés des bétons projetés.
- Grande résistance due à un faible rapport E/C et à un degré de compactage élevé.
- Bonne adhérence.
- Bonne résistance aux acides et à l'usure.
- Perméabilité faible.
- Retrait faible, principalement par la méthode sèche.
- Mélange très homogène par la méthode humide,

### Finitions
Le béton peut avoir différentes finitions, traitements mécaniques et chimiques de surface qui font apparaître les granulats : brossé, désactivé (dénudé par un désactivateur), scié, poli, poncé, sablé, flammé, bouchardé…

### Vieillissement et dégradation

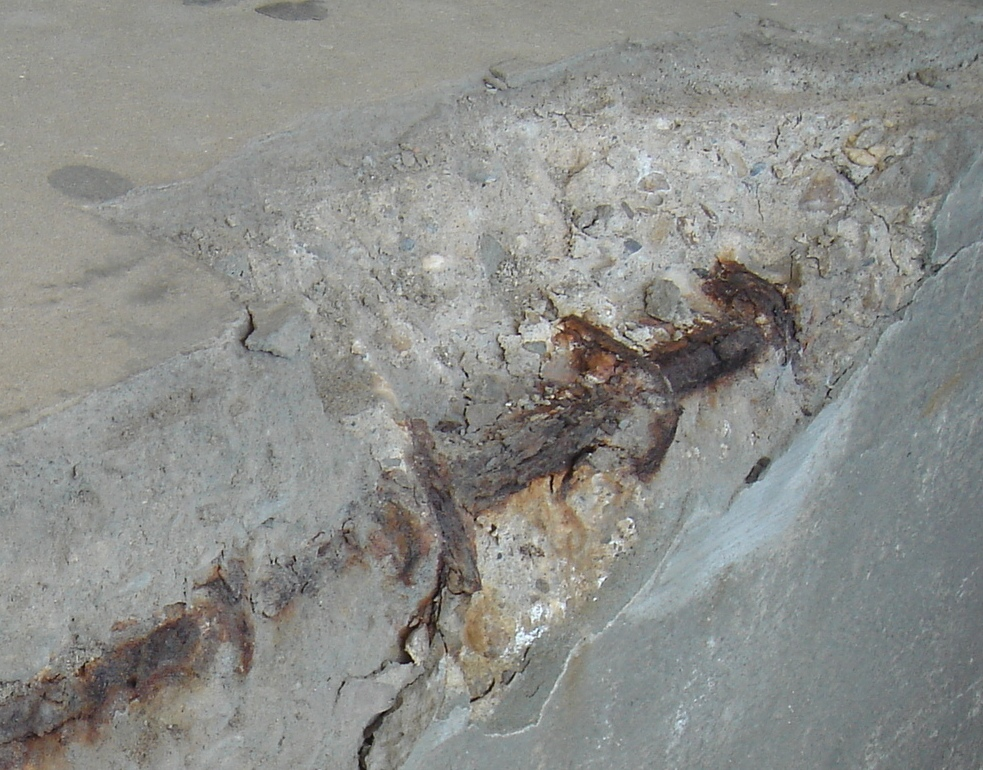
Carbonatation du béton.

Selon sa composition (alcali-réaction ou réaction sulfatique interne), ses additifs et selon les conditions de sa préparation (température notamment) ou de son coulage ou selon les contraintes qu’il a subies (attaques chimiques, séismes, vibrations, chocs thermiques, etc.), le béton vieillit plus ou moins bien. De nombreux tests et études portent sur la durabilité des bétons. En particulier, la caractérisation des matériaux par acoustique ultrasonore permet de détecter des changements structuraux du matériau.
Un des maux qui affectent fréquemment le béton est la carbonatation. Il s’agit d’une réaction chimique, entre le gaz carbonique de l’atmosphère (CO2) et le ciment du béton, qui provoque une baisse de l'alcalinité du béton en le rendant moins basique, le pH passe ainsi de 12 à environ 9 ce qui n'est plus suffisant pour protéger les aciers. Lorsque l’acier enrobé n’est plus protégé par la barrière basique du béton, il se corrode, gonfle, et fait éclater le béton d'enrobage, les armatures ne sont alors plus protégées et la résistance mécanique est compromise.

### Contact avec l’eau potable
Dans un château d'eau ou un réservoir d’eau potable, les bétons sont soumis à des contraintes non rencontrées habituellement sur des bâtiments. Le béton seul (sans adjuvant) est normalement apte au contact avec l’eau potable. Pour respecter les exigences de la norme EN 206/CN et obtenir les caractéristiques physico-chimiques requises pour un réservoir (résistance mécanique et chimique, porosité, durabilité, etc.), l’utilisation d’adjuvants est devenue indispensable (il s’agit de molécules ou de polymères à propriété antigel, de plastifiants, de résine, de fumées de silice, d’hydrofuge, etc.). Pour éviter que ces produits se diffusent plus tard dans l’eau, ces adjuvants doivent être certifiés aptes pour contact avec l’eau potable.
L’eau potable, en étant légèrement acide ou très faiblement minéralisée, est agressive pour le béton des parois. L’eau dissout progressivement la chaux du ciment, cela entraîne une augmentation de la porosité du béton et une légère élévation du pH de l’eau, sans conséquence majeure sur la qualité de l’eau. En revanche, en devenant poreuse, la surface de béton peut alors favoriser le développement d’un biofilm. Des résines étanches, certifiées aptes au contact alimentaire et eau potable, peuvent alors être utilisées. Les joints des canalisations peuvent aussi parfois relarguer dans l’eau des nutriments d’origine organique pouvant stimuler la croissance de certaines bactéries.
« Certains matériaux de revêtement interne de grosses conduites ou de réservoirs relargueront pour leur part des polymères ou des adjuvants, ou des solvants ce qui se traduira par l'apparition de saveurs désagréables,. »

### Autres causes de dégradation
En France, des documents spécifiques, recommandations et fascicules de documentation, synthétisent des principes de prévention pour des problématiques de durabilité en complétant les normes européennes. Il s'agit :
- recommandations pour la prévention des désordres dus à l'alcali-réaction[18] ;
- recommandations pour la durabilité des bétons durcis soumis au gel[18] ;
- définitions et classifications des environnements chimiquement agressifs, recommandations pour la formulation des bétons (FD P 18-011)[19]
- recommandations pour la prévention des désordres liés aux réactions sulfatiques internes[20].

#### Corrosion des armatures
Elle se manifeste pour le béton armé par des taches de rouille à la surface du béton, mais aussi par de la délamination. L'acier des armatures se transforme en oxyde de fer de densité moindre que le fer métallique. Il en résulte un foisonnement important des oxydes de fer et un gonflement qui augmente le volume occupé par les armatures corrodées et provoque la dégradation et la fissuration du béton qui les enrobe.

#### Réaction alcali-silice
Si les granulats utilisés contiennent de la silice (SiO2) amorphe ou mal cristallisée, et que la teneur en alcalis (NaOH, KOH) du ciment est trop élevée (Na2Oeq > 0,60 m% du ciment, ou Na2Oeq > 3 kg/m3 de béton dans le cas du ciment Portland) une réaction alcali-granulat peut survenir si le béton est également exposé à l'eau ou à l'humidité. La réaction peut être considérée en deux étapes. Tout d'abord, la dissolution de la silice (ou acide silicique) à haut pH, et ensuite l'hydration et le gonflement du silicate de sodium ainsi formé :
SiO2 + 2 NaOH → Na2SiO3・H2O                                (dissolution de la silice)
Na2SiO3・H2O + n H2O → Na2SiO3・(n+1) H2O        (hydratation du silicate de sodium)
La réaction alcali-granulat, comme son nom l'indique, se manifeste par un gonflement des granulats accompagné de leur fissuration. La pâte de ciment durcie qui colle les granulats entre eux n'est pas directement attaquée chimiquement par la réaction. Le phénomène est provoqué par la formation de silicate de sodium (Na2SiO3・H2O) très hygroscopique qui s'hydrate au sein même des granulats. La viscosité importante du gel de silice ainsi formé entrave sa diffusion et son expulsion hors des granulats. Il en résulte une augmentation de la pression hydraulique interne au sein du granulat et l'apparition de contraintes de tension qui finissent par causer sa fissuration. À la suite de son expansion, le granulat exerce lui-même des contraintes mécaniques au sein de la pâte de ciment durcie qui se fissure à son tour. La fissuration du béton favorise les entrées d'eau et contribue ainsi à entretenir, voire à exacerber, la réaction alcali-silice. Cette réaction néfaste pour la résistance mécanique du béton peut entraîner des dégradations structurelles au niveau de l'ouvrage ou de l'un de ses composants. La mesure la plus simple pour ralentir la vitesse de dégradation d'un ouvrage atteint est de le protéger des intempéries et des infiltrations d'eau dans la mesure du possible.

### Recyclage

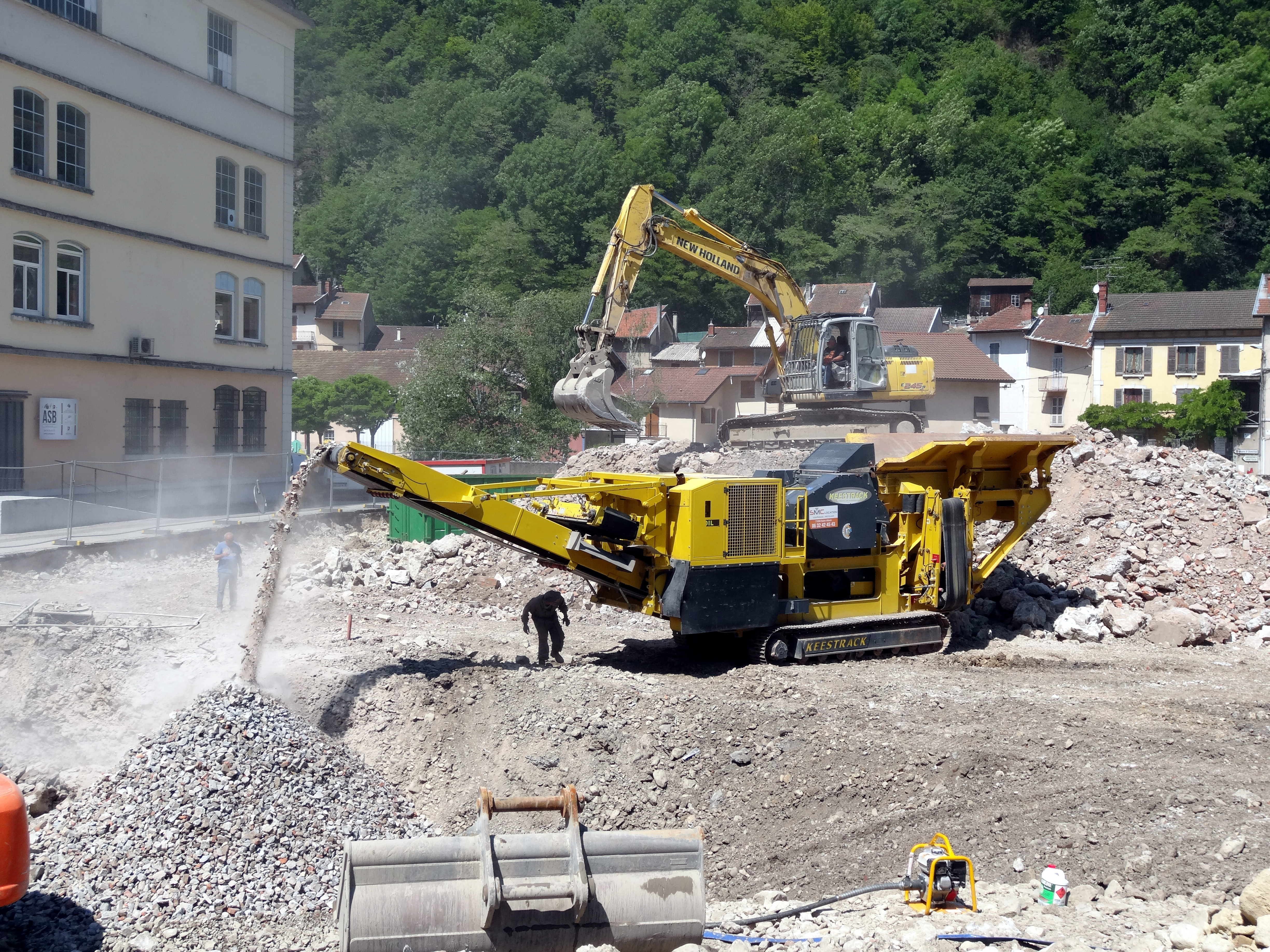
Recyclage du béton en gravier par concassage.

Le béton peut être recyclé lors des chantiers de démolition : il est alors concassé, la ferraille en étant extraite par aimantation. Il peut être utilisé essentiellement dans la confection de remblais. Les gravillons obtenus peuvent être aussi réincorporés dans du béton neuf dans des proportions variables (maximum de 5 % en France, tolérances plus élevées dans d’autres pays). Si cette proportion est trop importante, le béton résultant est moins solide.

## Aspect
Le béton peut être teinté dans la masse en y incorporant des pigments naturels ou des oxydes métalliques. Il peut aussi être traité à l'aide d'adjuvants pour être rendu hydrofuge (il devient alors étanche, empêchant les remontées capillaires). L'ajout de différents matériaux (fibres textiles, copeaux de bois, matières plastiques…) permet de modifier ses propriétés physiques. Son parement pouvant être lissé ou travaillé, le béton de ciment est parfois laissé apparent (« brut de décoffrage ») pour son aspect minimaliste, brut et moderne. Le béton utilisé en revêtement de grandes surfaces (esplanades, places publiques…) est souvent désactivé : on procède en pulvérisant, à la surface du béton fraîchement posé, un produit désactivant qui neutralise sa prise. Un rinçage à haute pression permet alors, après élimination de la laitance, de faire apparaître, en surface, les divers gravillons constitutifs.
Moulé ou « banché » (c'est-à-dire coulé dans une banche : un moule démontable mis en place sur le chantier et démonté après la prise), le béton peut prendre toutes les formes. Cette technique a permis aux architectes de construire des bâtiments avec des formes courbes. Elle permet aussi de réaliser les tunnels. En technique routière, le béton extrudé, mis en œuvre à l'aide de coffrages glissants, permet de réaliser des murets de sécurité, des bordures et des dispositifs de retenue sur des linéaires importants.

## Données techniques

### Énergie grise
- Parpaing : 410 kWh/m3
- Béton armé : 1 850 kWh/m3

### Empreinte carbone
Le ciment employé dans le béton contribue maintenant pour 5 pour cent de la production annuelle mondiale de CO2 anthropique. D'ici 2050, l'utilisation du béton atteindra quatre fois le niveau d'utilisation de 1990. Le problème semble donc vouloir empirer. La raison pour laquelle le béton a une grande empreinte carbone dans son ensemble tient aux quantités énormes de béton utilisées. Le remplacement hypothétique du béton par de l'acier par exemple ne ferait qu'accroitre le problème, la fabrication de l'acier produisant également beaucoup de CO2. La règle empirique est que pour chaque tonne de ciment produit, une tonne de CO2 est produite. Les fours à ciment modernes sont maintenant plus efficaces et produisent environ 800 kg de CO2 par tonne - mais c'est encore une grosse émission. La production de béton est responsable d'une telle quantité de CO2 parce que le ciment Portland ne nécessite pas seulement des quantités importantes d'énergie pour atteindre des températures de réaction allant jusqu'à 1 500 °C, mais aussi parce que la réaction principale du ciment est la décomposition du carbonate de calcium, en oxyde de calcium et en CO2. Sur ces 800 kg de CO2 produits, environ 530 kg sont libérés par la réaction de décomposition calcaire elle-même. Plusieurs façons de réduire l'impact environnemental du béton font actuellement l'objet d'études :
L'une d'elles est la possibilité de produire des variétés ultra-résistantes de béton - et donc moins de béton serait nécessaire pour faire le même travail ; Obtenir un béton haute-résistance est un jeu d'équilibre particulier. Trop de pores remplis d'eau n'ayant pas réagi, affaiblissent la structure finale du béton, mais une certaine quantité d'eau est nécessaire pour maintenir l'ouvrabilité du mélange. Cependant, ce seuil d'ouvrabilité peut être abaissé en utilisant des additifs appelés plastifiants. La résistance finale est obtenue par une réduction d'eau maximale, qui nécessite des molécules dispersantes ultra-puissantes, celles par exemple dont les chaînes latérales sont les plus longues et qui fournissent les forces de dispersion les plus fortes.
Le remplacement du clinker de Portland, en partie ou en totalité, par d'autres ciments fait également l'objet d'études. Les déchets tels que les scories provenant des hauts-fourneaux et les cendres volantes provenant des centrales alimentées au charbon sont déjà utilisés comme matériaux cimentaires supplémentaires (Supplementary cementing materials, SMC) depuis quelques décennies. Le défi de cette substitution est de remédier à certains effets négatifs qui tiennent principalement au développement précoce de la force. Avec un remplacement de 50 % du clinker par des cendres volantes, la résistance de départ diminue de façon spectaculaire (Idéalement pour un entrepreneur de construction, le béton de l'après-midi, devrait être démoulé le lendemain matin.) Le potentiel de remplacement du clinker est finalement limité. La mise en place de SCM a été assez bonne - mais la production de ces matériaux est minée par la demande de ciment. Fabriquer du ciment à partir d'un mélange de scories et de ciment Portland est assez simple, remplacer entièrement le clinker par du laitier nécessite l'ajout d'un alcali au mélange pour l'activer - et l'alcali peut alors continuer à attaquer l'agrégat. La réaction alcali-silice devient un problème, parce que le temps passant on a découvert que beaucoup d'agrégats sont réactifs. Par exemple, en Suisse, beaucoup des 300 barrages construits dans les années 1950 et 1960 commencent à montrer des signes de cette réaction. C'est un problème qu'il faille attendre 60 ans avant que ce défaut ne se manifeste.
Un substitut de clinker plus viable à long terme, est en termes de disponibilité, le calcaire finement broyé. L'ajout de 5 % peut avoir des effets positifs, en améliorant la microstructure du béton. Et pour les bâtiments tels que les maisons individuelles, où l'on n'a pas besoin de grande résistance, on peut remplacer 20 % du clinker, en gardant de bonnes performances. Car c'est un obstacle clé de l'utilisation efficace du béton, l'incapacité actuelle de prédire facilement la performance d'un mélange particulier, et qui tient à l'incapacité à comprendre de manière complète les réactions chimiques en œuvre dans la formation du béton, connaissance devant laquelle on a souvent reculé au profit d'une sorte d'approche empirique. Selon les normes européennes, quelque 170 types de ciment sont disponibles, et si une personne veut construire une structure, il est presque impossible de décider du matériel optimal pour la structure qu'il souhaite construire. Ce manque actuel de connaissances signifie que souvent un béton est utilisé plus fort et en plus grande quantité que ce que le travail exige. Nanocem (en) est un consortium de groupes universitaires et privés qui étudie les propriétés du ciment et du béton sur des échelles nano- et micrométriques, et met l'accent sur la réduction des émissions de dioxyde de carbone à tous les stades de la production.

### Classes de résistance
En application de la norme, les bétons de masse volumique normale et les bétons lourds sont classés selon leur résistance à la compression, ce classement est de la forme Cx/y.
x désigne la résistance caractéristique exigée à 28 jours, mesurée sur des cylindres de 150 mm de diamètre sur 300 mm de haut ; y désigne la résistance caractéristique exigée à 28 jours, mesurée sur des cubes de 150 mm de côté.
La résistance caractéristique est définie par la norme comme étant la valeur de résistance en dessous de laquelle peuvent se situer 5 % de la population de tous les résultats des mesures de résistance possibles effectués pour le volume de béton considéré (fractile de 5 %). Cette résistance caractéristique, une pression, est exprimée en MPa ou en N/mm2.
Les classes de résistance normalisées sont C8/10, C12/15, C16/20, C20/25, C25/30, C30/37, C35/45, C40/50, C45/55, C50/60, C55/67, C60/75, C70/85, C80/95, C90/105 et C100/115.
Ces classes sont définies par la résistance à la compression du béton et sont :
- la classe C 16/20 : ce béton peut être utilisé pour des éléments non armés et donc peu sollicités ;
- la classe C 20/25 : pour des bétons peu exposés et soumis à de faibles sollicitations. Cette classe peut être utilisée pour des bétons légèrement armés, par exemple dans les fondations et dalles sur sol ;
- la classe C 25/30 : pour colonnes, poutres et dalles sans sollicitation exceptionnelle. Cette classe satisfait aux exigences de résistance et de durabilité requises dans les bâtiments.

Pour les bétons légers le classement est de la forme LCx/y (art. 4.3.1 tableau 8), les classes de résistance normalisées sont LC8/9, LC12/13, LC16/18, LC20/22, LC25/28, LC30/33, LC35/38, LC40/44, LC45/50, LC50/55, LC55/60, LC60/66, LC70/77 et LC80/88.
Quatre (cinq) règles à respecter pour avoir un béton résistant et durable.
Les 4C : Contenu en ciment : avoir une teneur en ciment suffisante pour garantir sa résistance mécanique ; Cover : avoir un enrobage des armatures suffisant pour retarder leur corrosion (durabilité) ; Compacité : le facteur E/C doit être optimal → cela diminuera la porosité du béton qui est le facteur clé de sa résistance et de sa durabilité ; Curing : protéger le béton frais contre la dessiccation et le gel afin de limiter sa fissuration et les intrusions d'eau indésirables (durabilité).
(Contrôle : Contrôler l’application des 4 C précédents.)

### Classe de consistance
La consistance du béton peut être mesuré par l'essai d’affaissement au cône d’Abrams. Cet essai classe le béton en 5 classes de consistance, allant de la classe S1, décrivant un béton très peu fluide, jusqu'à la classe S5, décrivant un béton très fluide. Cet essai est décrit par la norme NF EN 12350-2.
Cet essai peut être aussi nommé « slump test », terme venant directement de l'anglais.

### Classe d'exposition
Le béton est classé selon plusieurs critères caractérisant son environnement et les différents types d'aggressions et les processus de dégradation auxquels il sera exposé tout au long de sa durée de vie. Il existe 6 classes d'exposition (X0, XC, XD, XS, XF et XA) décrivant toutes un type spécifique d'attaque, comme la corrosion des armatures d'acier induite par la carbonatation de la pâte de ciment durcie (abaissement de la valeur du pH passivant le fer), ou l'altération par cycle de gel/dégel. Ces classes d'exposition conditionnent la formulation d'un béton pour qu'il réponde aux exigences de l'environnement dans lequel il sera mis en œuvre et garantir ses performances à long terme.

## Importance économique
Avec une production annuelle de cinq milliards de mètres cubes, il est le matériau le plus consommé au monde (selon les pays, 5 à 10 fois la consommation de métaux, 10 à 30 fois celle de carton ou plastique)

### En France
Ce secteur tient une place économique importante, dans le secteur public, comme dans le privé. Il subit la crise de 2008, mais bien moins qu'en Espagne ou au Portugal selon les producteurs,. Si l'on considère la vente de béton prêt à l’emploi comme un indicateur d'activité, l'Italie, l’Allemagne et la France ont été en 2011 les trois plus gros producteurs de ces bétons, avec plus de 40 millions de mètres cubes chacun.
Selon les relevés d’enquête de FIB-UNICEM, et les producteurs. En 2005, le béton prêt à l'emploi représentait 39 365 800 m3 vendus, pour 3 365 407 000 euros dont 3 048 000 euros à l’exportation dans 542 entreprises ou sections d’entreprises, par 7 914 salariés (dont 4 310 cadres & ETAM), effectuant 6 164 000 heures de travail, pour une masse salariale brute (hors cotisations sociales) de 206 749 000 euros. En 2008, la fabrication de produits en béton représentait 29 829 000 tonnes vendues, pour 3 146 757 000 euros dans 708 entreprises ou sections d’entreprises, par 20 526 salariés (dont 6 077 cadres et ETAM), effectuant 23 003 000 heures de travail, pour une masse salariale brute (hors cotisations) de 535 769 000 euros. La fabrication de supports en béton armé représente 120 700 tonnes vendues, pour 34 045 000 euros dans 9 entreprises ou sections d’entreprises, par 260 salariés (dont 131 cadres et ETAM), effectuant 225 000 heures de travail, pour une masse salariale brute (hors cotisations) de 6 866 000 euros.
En 2011, la France a produit 41,3 millions de mètres cubes de béton prêt à l’emploi en 2011, soit une hausse de +10,4 % (explicable pour 3 à 4 % par un « effet de rattrapage de 3 mois d’intempéries subis en 2010 » mais alors que la moyenne européenne a été de +2,7 %). La France est située après l'Italie (51,8 millions de mètres cubes, -4,8 %) et l’Allemagne (48 millions de mètres cubes, +14,3 %). La construction en béton est dopée en Italie, Allemagne et Autriche notamment, par l'habitude de fabriquer des routes en béton. Avec 0,638 m3 de béton par habitant et par an en 2011 la France est au-dessus de la moyenne communautaire (0,613 m3), loin derrière l’Autriche (1,254 m3 par habitant) qui utilise beaucoup de béton pour construire des routes. La France disposait en 2011 d'environ 1 800 centrales à béton employant 14 500 personnes et 6 500 camions toupies. En 2011, 22 % des bétons étaient pompés (jusqu'à 30 % dans les départements du Sud-Est) Avec 1 800 pompes à béton, c'est moins qu'en Italie (2 400 camions pompes) et un peu plus qu'en Allemagne (1 600 camions pompes). La livraison est plus rapide et ne nécessite pas de grue, mais avec moins d'emplois (3 personnes contre 5).

## Métiers
La pratique du béton se raccroche à la pratique du maçon et de la maçonnerie. On parle de bétonneur ou de maçon-bétonneur. Le travail d’élaboration des coffrages se fait par le coffreur. L'ingénieur structure est responsable de l'étude des ferraillages et ferrailleurs de leur pose.
L'ensemble des métiers du BTP sont exposés à la poussière de silice dès lors qu'il y une intervention sur des structures en béton (pesage, découpage, abrasion, etc.). L'exposition aux particules de silice peut entraîner des effets graves sur la santé plusieurs années après l'exposition, même avec de faibles concentrations.

## Recherche et développement
- Le CERIB, Centre d'études et de recherches de l'industrie du béton manufacturé[32], est créé en France en janvier 1967, (publication au Journal officiel[33], au vu de la loi sur les Centres Techniques Industriels 48-1228 du 22 juillet 1948), actuellement financé par une taxe parafiscale sur les produits en béton et en terre cuite[34], qui travaille de concert avec le CIMBETON (Centre d'information sur le ciment et ses applications) et le CSTB (Centre scientifique et technique du bâtiment), le CTMCC (Association des Centres Techniques des Matériaux et Composants pour la Construction) et l'EFB (École française du béton) et le SFIC (Syndicat français de l'industrie cimentière).
- En 2007 à l'université de Leeds, John Forth et son équipe ont mis au point le « bitublock ». À base de 95 % de verre brisé, ferrailles et cendres, ce matériau serait six fois plus résistant que le béton classique.
- En 2016, un procédé dénommé « Solidia Technologies » (conjointement breveté par Air Liquide et une startup américaine) est présenté comme permettant de produire un béton préfabriqué à partir de ciment non-hydraulique. Adapté à la production de parpaings plaques, pavés autobloquants, etc. le procédé est moins consommateur d'eau et à moindre empreinte carbone, car l'eau y est remplacée par l'injection de gaz carbonique qui en outre accélère la formation de carbonate de calcium et le durcissement du béton (complètement durci en 24 h au lieu de 28 jours)[35]. Le CO2 réagit en 24 heures avec les silicates de calcium du ciment, en permettant la production de calcite (CaCO3) et de silice (SiO2) qui rendront le béton résistant[35]. En 2013, Lafarge a passé un accord avec Solidia pour s'assurer de pouvoir utiliser le procédé. Selon un communiqué d'Air Liquide ceci diminue jusqu'à 70 % de l'empreinte environnementale de ces bétons. Le CO2 pourrait être prélevé sur les cheminées des cimenteries, qui constituaient vers 2015 un gisement potentiel d'environ 800 millions de tonnes de CO2 par an[35]. En outre le clinker utilisé pour le ciment peut être produit à 1 200 °C, soit environ 250 °C de moins que pour les ciments "classiques", permettant environ 30 % d'économie d'énergie pour la cimenterie et une émission de CO2 également réduire d'environ 30 %[36].